# Brachiochondria higanfugu
Brachiochondria higanfugu – gatunek widłonoga z rodziny Chondracanthidae. Opisali go w 1959 roku japońscy zoolodzy Satyu Yamaguti i Terufumi Yamasu.